# Aisha Kandisha
Aisha Kandisha (česky Ajša Kandiša) je bájná postava ženy ze severního Maroka a přilehlých oblastí severní Sahary, známá také v jižní Evropě. 
Jde o ženského démona, sukuba, který láká muže do pouště. Má postavu nádherné ženy, s velkými drápy na rukou a s křídly.

## Odraz v umění
- Vincent Crapanzano: Tuhami. Portrét Maročana. Karolinum, Praha, 2016, ISBN 978-80-246-3237-7
- Francouzský film Kandisha společnosti Netflix (2020): dívka žádá, aby se Kandiša pomstila jejímu bývalému příteli.[1].